# Eli Ohana
Eli Ohana   (Jerusalem, 1 de febrer de 1964) és un exfutbolista israelià de la dècada de 1980 i entrenador.
Fou 50 cops internacional amb la selecció israeliana.
Pel que fa a clubs, defensà els colors de Beitar Jerusalem FC, KV Mechelen i S.C. Braga.